# Gerhard Elston
Gerhard Albert Elston (geboren 21. Juni 1924 in Berlin; gestorben 29. Oktober 1992 in New York City) war ein US-amerikanischer evangelischer Verbandsfunktionär. 

## Leben
Gerhard Elston war ein Sohn des Rechtsanwalts Friedrich Elston (1895–1956) und der Ärztin Annie Halpert (1895–1975), er hatte einen jüngeren Bruder. Seine Familie floh 1938 nach England. Elston wurde Arbeiter in der optischen Industrie und engagierte sich in der Gewerkschaftsarbeit. 1945 zog er in die USA. Er wurde Soldat in der US Army und auf den Philippinen eingesetzt. Danach wurde er Lehrer für Geschichte und Wirtschaftswissenschaften am Carthage College der Evangelical Lutheran Church in America, das seinerzeit noch in Illinois angesiedelt war. 
1954 ging er zum Lutherischen Weltbund nach Genf. Nach dem Scheitern des Ungarischen Volksaufstands 1956 arbeitete er in der Flüchtlingshilfe des Church World Service. Ab 1958 arbeitete er beim World University Service, von 1963 bis 1973 für den National Council of Churches als Studentenbeauftragter, zuletzt als geschäftsführender Direktor. Er war an Verhandlungen zwischen Vertretern amerikanischer Kirchen und chinesischen Diplomaten beteiligt. Ab 1973 war er Mitarbeiter des Center for Ethics and Society der Lutheran Church of America. Von 1978 bis 1981 war Elston geschäftsführender Direktor von Amnesty International of US (AIUSA). 
Elston heiratete Marie-Louise Elston, sie hatten drei Kinder. Er lebte viele Jahre in Levittown, Pennsylvania und später in Philadelphia zusammen mit der Theologin Bonnie Garchinsky.